# Shortstown
Shortstown – wieś w Anglii, w hrabstwie ceremonialnym Bedfordshire, w dystrykcie (unitary authority) Bedford. Leży 3 km na południowy wschód od centrum miasta Bedford i 71 km na północ od centrum Londynu.